# Савез хокеја на леду Молдавије
Савез хокеја на леду Молдавије (рум. Federaţiei Naţionale de Hochei pe gheaţă din Republica Moldova) кровна је спортска организација задужена за аматерски хокеј на леду на подручју Републике Молдавије.
Један је од најмлађих европских чланова Међународне хокејашке федерације (ИИХФ) чији придружени члан је од 20. маја 2008. године.
Седиште Савеза налази се у главном и највећем граду земље Кишињеву.

## Активности
Активности Савеза тренутно се своде на организацију разних хокејашких такмичења у млађим узрасним категоријама. Још увек не постоје лигашка такмичења националног карактера, а није оформљена ни национална репрезентација.
У земљи делују 4 јуниорска клуба: Аквила, Браво, Динамо и Платина (сва четири из Кишињева). Клуб Платина се такмичи у омладинској Б лиги КХЛ-а (МХЛ Б лига).